# Эзотропия
 Эзотропия  является формой косоглазия, в которой один или оба глаза поворачиваются внутрь. Условие может быть постоянным или возникать периодически, и может дать отдельным пострадавшим «косоглазый» внешний вид. Эзотропией иногда ошибочно называют «ленивый глаз», который описывается состоянием амблиопии — сокращением видения одного или обоих глаз, которое не является результатом каких-либо патологических поражений зрительного пути и не может быть решено путём использования корректирующих линз. Амблиопия, однако, может возникнуть в результате эзотропии в детстве: для облегчения симптомов диплопии или двоения в глазах, головной мозг ребёнка может игнорировать или «подавлять» изображение эзотропического глаза, что без лечения приведёт к развитию амблиопии. Варианты лечения эзотропии включают очки, чтобы исправить аномалии рефракции (см аккомодативная эзотропия ниже), использование призм и/или ортоптических упражнений и/или хирургии глазного мускула.

## Этимология
Термин «эзотропия» в конечном счёте происходит от др.-греч.  ἔσω, что означает «внутрь», и др.-греч. τρόπος, что означает «поворот».

## Классификация эзотропий
1. Правый, левой или противоположный
Лицо с эзотропией будет косить правым или левым глазом, но никогда одновременно обоими. В левой эзотропии, «косит» левый глаз, а в правой эзотропии «косит» правый. В альтернативной эзотропии, пациент может чередоваться фиксацию между правым и левым глазом, так что в один момент правый глаз фиксирован и левый глаз смещается внутрь, а в следующий момент — наоборот. Это изменение между левым и правым глазом в основном спонтанно, но может быть и волевым в некоторых случаях. Там, где пациент, как правило, последовательно фиксирует один глаз и «косоглазит» другим, глаз, что косит, скорее всего, склонен к развитию амблиопии. У другого, с альтернативным косоглазием, очень маловероятна склонность к развитию амблиопии, потому что оба глаза будут получать равную визуальную стимуляцию. Можно поощрять чередование с помощью использования окклюзии или повязки на «доминирующем» или «фиксированном» глазе в целях содействия использованию другого. Эзотропия — широко распространённое врождённое состояние.
2. Сравнение сопутствующих эзотропий с паралитическими.
Эзотропия может быть сопутствующей, где величина отклонения не меняется с направлением взгляда, либо паралитической, где направление взгляда влияет на величину, да и вообще на присутствие эзотропии. Большинство эзотропий являются сопутствующими и начинаются в раннем детстве, как правило, в возрасте от 2 до 4 лет. Паралитические эзотропии происходят как в детстве так и во взрослой жизни в результате неврологических, механических или миогенных проблем, затрагивающих мышцы, управляющие движениями глаз.
3. Первичные, вторичные или последовательные
Сопутствующие эзотропии могут возникнуть в качестве исходной проблемы, и в этом случае они обозначаются как «первичные» или как следствие утраты или ухудшения зрения, в этом случае они обозначаются как «вторичные» или после гиперкоррекции первоначального расходящегося косоглазия, в этом случае они обозначаются как «последовательные». Подавляющее большинство эзотропий являются первичными.

## Сопутствующая эзотропия
Эзотропия сама по себе может быть подразделена на эзотропию постоянную или периодическую.
1. Постоянная эзотропия
Постоянная эзотропия, как следует из названия, присутствует все время.
2. Периодическое эзотропия
Периодическая эзотропия, как снова следует из названия, не всегда присутствует. В очень редких случаях, она может происходить только в виде повторяющихся циклов  один день с ней, один день без неё  (циклическая эзотропия). Тем не менее, подавляющее большинство периодических эзотропий аккомодативного происхождения.
Пациент может иметь постоянную эзотропию для чтения, но периодическую эзотропию на расстоянии (но редко наоборот)

## Аккомодативная эзотропия

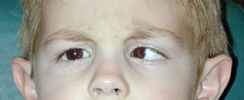
Ребёнок с не скорректированной аккомодативной эзотропией

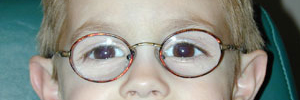
Ребёнок со скорректированной аккомодативной эзотропией

Аккомодативной эзотропией  является поворот глаз внутрь благодаря усилиям аккомодации. Это часто наблюдается у пациентов с умеренной дальнозоркостью. При дальнозоркости, попытка «аккомодации» или фокусировки глаза, вызывает конвергенцию глаз, так как конвергенция связана с активацией рефлекса аккомодации. Чрезмерная конвергенция, связанная с гипераккомодацией в целях преодоления избытка дальнозоркости, может ускорить потерю бинокулярного управления и привести к развитию эзотропии.
Шансы развития эзотропии в этих случаях будут зависеть в некоторой степени от степени дальнозоркости в настоящее время. Когда рефракционная ошибка невелика, ребёнок, как правило, будет в состоянии поддерживать контроль, потому что величина гипераккомодации, необходимой для получения четкого изображения, также мала. Где степень дальнозоркости большая, ребёнок может оказаться не в состоянии получать четкое изображение независимо от того, какую гипераккомодацию он получает и, таким образом, не существует стимула для такой гипераккомодации и конвергенции, которые могли бы привести к возникновению эзотропии. Однако там, где степень ошибки достаточно мала, чтобы позволить ребёнку сформировать четкое изображение посредством гипераккомодации, но достаточно велика, чтобы сорвать бинокулярность зрения, можно ожидать эзотропию.
Где эзотропия является исключительно следствием нескорректированной гиперметропической рефракции, предоставление ребёнку правильных очков и обеспечение постоянного их ношения — этого часто достаточно, чтобы управлять девиацией. В таких случаях, известных как «полностью аккомодатированная эзотропия», эзотропия будет видна только тогда, когда ребёнок снимает свои очки. Многие взрослые, у кого с детства эзотропия этого типа, используют контактные линзы для корректировки их косоглазия.
Существует другой тип аккомодативной эзотропии, известный как «эзотропия избыточной конвергенции». В этом состоянии ребёнок проявляет чрезмерную аккомодационную конвергенцию относительно аккомодации. Таким образом, в таких случаях, даже когда дальнозоркость будет исправлена, ребёнок будет продолжать косить, глядя на очень маленькие объекты или при чтении мелкого шрифта. Несмотря на нормальные усилия для аккомодации или «фокусировки», конвергенция, связанная с этими усилиями, оказывается чрезмерно велика, вызывая тем самым эзотропию. В таких случаях требуется дополнительная гиперметропическая коррекция в виде бифокальных линз, чтобы уменьшить степень аккомодации, и, следовательно, связанную конвергенцию. Многие дети постепенно учатся  контролировать свою эзотропию, иногда с помощью ортоптических упражнений. Тем не менее, другим в конечном итоге потребуется хирургия экстраокулярных мышц, чтобы решить свои проблемы.

## Врождённая эзотропия
Врождённая эзотропия, или инфантильная эзотропия, является конкретным подтипом первичных сопутствующих эзотропий. Это постоянная эзотропия крупных и одинаковых значений девиации между рождением и шестью месяцами. Это не связано с дальнозоркостью, так напряжение аккомодационных усилий не оказывают существенного влияния на угол отклонения. Это, однако, связано с другими глазными нарушениями в том числе с гиперактивностью косой мышцы, диссоциацией вертикального отклонения(DVD), проявлениями скрытого нистагма и дефектных абдукций, которые развивают, как следствие инфантильных эзотропий, тенденцию к «перекрёстной фиксации». Перекрёстная фиксация предполагает использование правого глаза, чтобы смотреть налево и левого глаза, чтобы смотреть направо; этот визуальный шаблон будет «естественным» для большого угла схождения глаз, которые уже отклонились к противоположной стороне.
Происхождение заболевания неизвестно, и его раннее начало означает, что потенциал для развития бинокулярного зрения пострадавших людей ограничен. Соответствующий подход лечения остаётся предметом дискуссий. Некоторые офтальмологи видят пользу раннего хирургического подхода, так как это предлагает наилучшие перспективы бинокулярности, в то время как другие остаются в убеждении, что перспективы достижения этого результата недостаточно хороши, чтобы оправдать возросшую сложность и риск, связанный с работой на лице в возрасте до одного года.

## Последовательная эзотропия
Последовательная эзотропия — условие, при котором эзотропия изменяет размер девиации с изменением направления взгляда. Она может возникнуть как в детстве так и в зрелом возрасте в результате неврологических, механических или миогенных проблем. Эти проблемы могут непосредственно влиять на сами экстраокулярные мышцы, а также могут быть результатом условий, влияющих на нерв или кровоснабжение этих мышц или окружающих их костных орбитальных структур. Примеры условий, порождающих эзотропию могут включать в себя паралич VI черепного нерва, синдром Дуэйна или орбитальные травмы.

## Лечение
Прогноз для каждого схождения будет зависеть от происхождения и классификации его состояния. Тем не менее, в целом, ведение будет иметь следующий курс:
1. Выявление и лечение любого основного системного состояния.
2. Назначать необходимые очки и дать пациенту время обосноваться в них.
3. Использование окклюзии для лечения любой присутствующей амблиопии и поощрения чередования.
4. При необходимости, могут быть использованы ортоптическое упражнения, чтобы попытаться восстановить бинокулярность.
5. В случае необходимости, может быть использована призматическая коррекция, временно или постоянно, чтобы облегчить симптомы двойного видения.
6. В отдельных случаях, и прежде всего у взрослых пациентов, ботулинический токсин может быть использован либо в качестве постоянного терапевтического подхода, или в качестве временной меры, чтобы предотвратить контрактуру мышц до операции
7. В случае необходимости, дополнительная хирургия экстраокулярных мышц может быть предпринята для косметического улучшения, а иногда и для восстановления бинокулярности.